# Список аэропортов МВЛ Омской области
До начала 1990-х годов Омская область имела достаточно широкую сеть аэропортов местных воздушных линий. Некоторые населенные пункты на севере области не имели налаженной связи с областным центром посредством автомобильных или железных дорог, и оптимальным способом перемещения между ними был авиационный транспорт. К концу 1980-х годов количество аэропортов местных воздушных линий достигло семнадцати. В перестроечные и постперестроечные годы количество резко сократилось в связи с нерентабельностью и падением покупательской способности населения. По состоянию на 2013 год в области функционируют четыре аэродрома, не считая расположенных в Омске, из них три (Тара, Калачинск и Марьяновка) сохранились с советских времён, один (Калачёво) создан в 2000-х годах. Пассажирскими перевозками занимается только аэропорт Тары, он осуществляет перевозки пассажиров на нефтяные и газовые месторождения Омской, Томской и Тюменской областей.
Список аэропортов МВЛ Омской области
| Населенный пункт | Название аэропорта | Индекс | ВПП                                           | Статус   |
| ---------------- | ------------------ | ------ | --------------------------------------------- | -------- |
| Большеречье      | Большеречье        | УНОБ   | 03/21, 800х70 (грунт)                         | закрыт   |
| Большие Уки      | Большие Уки        |        |                                               | закрыт   |
| Быстрое          | Быстрое            |        |                                               | закрыт   |
| Васисс           | Васисс             |        | 17/35, 650х30 (грунт)                         | закрыт   |
| Знаменское       | Знаменское         |        |                                               | закрыт   |
| Калачёво         | Калачёво           | ЗБ12   | 06/24, 760х40 (грунт)                         | работает |
| Калачинск        | Калачинск          | УНОК   | 04/22, 1000х40 (грунт)                        | работает |
| Крутинка         | Крутинка           |        |                                               | закрыт   |
| Малая Бича       | Малая Бича         |        |                                               | закрыт   |
| Марьяновка       | Марьяновка         | ЬНОМ   | 06/24, 2190х40 (грунт); 07/25, 650х40 (грунт) | работает |
| Муромцево        | Муромцево          |        |                                               | закрыт   |
| Низовое          | Низовое            |        |                                               | закрыт   |
| Седельниково     | Седельниково       |        |                                               | закрыт   |
| Тара             | Тара               | УНОТ   | 12/30, 650х75 (грунт)                         | работает |
| Тюкалинск        | Тюкалинск          |        |                                               | закрыт   |
| Тевриз           | Тевриз             | УНОВ   | 05/23, 1400x100 (грунт)                       | закрыт   |
| Усть-Ишим        | Усть-Ишим          | УНОУ   | 02/20, 1400х35 (асфальт)                      | работает |
| Чапаево          | Чапаево            |        |                                               | закрыт   |